# Georg Trakl
 Der er for få eller ingen kildehenvisninger i denne artikel, hvilket er et problem. Du kan hjælpe ved at angive troværdige kilder til de påstande, som fremføres i artiklen.

Georg Trakl (født 3. februar 1887, død 3. november 1914) var en østrigsk digter.

## Biografi
Han blev født i Salzburg som søn af en isenkræmmer. Efter en forfejlet gymnasietid kom Georg Trakl 1908 i lære som apoteksmedhjælperlærling (discipel) på et apotek. Han kom i kontakt med ekspressionistiske kredse, og de første digte dukkede op i ekspressionistiske tidsskrifter. I samme periode udviklede han et narkotikamisbrug, og hans fag gav ham let adgang til stofferne.
I begyndelsen af 1. verdenskrig blev han indkaldt som reservist i den østrig-ungarske hær og forsøgte efter det blodige slag ved landsbyen Gródek nær Kraków i Galicien at begå selvmord. Han omkom kort efter i Kraków af en overdosis kokain.

## Trakls digte
I sit korte liv nåede Georg Trakl at skrive omkring 100 digte. Trods den lille produktion har hans digte fået stor betydning og er af eftertiden set som et af de væsentligste udtryk for den ekspressionistiske digtning. Som ekspressionistisk digter var han præget af en stor pessimisme over for den borgerlige verden, han levede i i det 20. århundredes begyndelse. Hans digte er præget af forfald, død og undergang. Han beskriver en verden, hvor der ikke er meget håb for det enkelte menneske. Med brugen af stærkt negativt ladede ord understreger han sin undergangstankegang. Efterår, ensomhed, forfald er gennemgående temaer, og mange af hans digte hedder ganske enkelt også disse ord.
Som en lille trøst i en ellers gold og fremmedgørende moderne verden nævner han dog i nogle digte kærligheden som en slags sutteklud for mennesket. Eksempelvis i digtet "Der Herbst des Einsamen", hvor "...der liebenden, die sanfter leiden" hentyder til, at den, der elsker, lider knap så meget som andre og altså ikke oplever helt så megen smerte i livet.
Hans mest berømte digt er nok "Grodek", som er skrevet umiddelbart efter, at han som sanitetssoldat i 1. verdenskrig stod alene i et telt med 90 hårdt sårede soldater. Efter at have set en såret soldat begå selvmord måtte Trakl indlægges på et psykiatrisk hospital, hvor han tog sit liv med en overdosis kokain.
Han tilhørte indenfor ekspressionismen den østrigske Wiener-skole.

## Danske oversættelser
- Mod midnat. Hovedredaktion ved Niels Brunse; oversættelser af Benny Andersen, Niels Brunse, Ivan Malinowski, Peter Poulsen og Jørgen Sonne; efterskrift ved Preben Major Sørensen; illustrationer af Dea Trier Mørch. Forlaget Rhodos, 1969.
- Sebastian i drømme (tysk: Sebastian im Traum, 1915). Oversættelse og forord af Rolf Gjedsted. Husets Forlag, 1976/Forlaget Rosinante, 2015. ISBN 978-87-638-4128-3